# Primrose Bordier
Primrose Bordier, née le 27 mars 1929 à Paris et morte le 21 novembre 1995 dans la même ville, est une styliste et une coloriste française.
Elle a influencé, tout au long de sa carrière, l’image de grandes entreprises comme Descamps, Le Jacquard français, Esteban, Lotus ou Weiss, et reste connue pour avoir imposé la couleur dans le linge de maison.

## Biographie

### Vie personnelle
Primrose Françoise Élisabeth Lucie Jeanne Bordier naît en 1929 dans le 16e arrondissement de Paris.
En 1966, elle épouse Charles Gombault, journaliste et ancien directeur du quotidien France-Soir,. Elle est veuve en 1983.

### Parcours
Dans les années 1950, Primrose Bordier se forme à la fabrication de tissus : elle passe cinq ans dans un atelier de dessin pour textiles, deux ans comme styliste-coloriste chez le fabricant de velours Cosserat, puis deux ans comme créatrice de tissus chez Boussac,.
En 1960, elle devient styliste du grand magasin le Printemps, aux côtés de Maïmé Arnodin. Son travail consiste à préparer la documentation textile pour les acheteurs et suivre les tendances, notamment pour le linge de maison. À l'occasion de voyages à New York, elle découvre le linge de lit en couleurs — alors inconnu en France, où dominent le blanc et les couleurs pastel — et les serviettes en papier. En 1962, elle ouvre son propre bureau de conseil et de style, baptisé Couleurs Dessins et Modèles, spécialisé dans la création de collections pour le linge de lit et de toilette, le linge de table et d’office, puis les arts de la table, les senteurs et parfums d’intérieurs, les papiers peints, les packagings, les objets de décoration. Parmi ses premiers clients figurent les fabricants Loutex, Golbey et La Cotonnière de Moislains.
En 1965, dans le cadre de Saison du Blanc, Primrose Bordier ouvre une boutique à son nom au sein du Printemps, où est commercialisé son linge de maison. Pionnière parmi les nouvelles stylistes qui veulent bousculer la décoration, elle utilise pour sa collection des couleurs vives, important des États-Unis le principe des coordonnées et des imprimés.
Son succès lui vaut la signature de deux contrats avec les maisons Descamps et Masurel, respectivement en 1966 et 1967, pour des draps coordonnés. En 1970, elle signe un accord d'exclusivité mondiale avec Descamps — désormais propriétaire de Golbey, La Cotonnière de Moislains et Masurel — qui commercialise dès lors les produits vendus sous sa griffe dans ses magasins. La notoriété de la créatrice et son style s’imposent en France et à l’étranger.
L'année 1972 voit l'ouverture de la première boutique franchisée au nom de Primrose Bordier, qui collabore par ailleurs avec les entreprises Lotus, pour la création de vaisselle en carton et de linge de table en papier, et Tournus, pour des ustensiles de cuisine. Une licence tripartite avec Descamps et la société japonaise Takei est signée, qui perdurera jusqu'en 1993.
En 1976, Primrose Bordier est décorée de la Légion d’honneur par Françoise Giroud. Elle est la première femme du monde du design à recevoir la Légion d'honneur. À partir de 1978, elle crée de la papeterie pour pour Rhodia, des papiers peints pour Leroy, ou encore du linge pour Le Jacquard français, cette collaboration se poursuivant jusqu'à sa mort.
En 1980, Primrose Bordier ouvre sa première boutique à New York, puis dans la décennie qui suit, collabore notamment avec le parfumeur d'ambiance Esteban, les faïenceries Saint-Clément et de Salins, la chocolaterie Weiss ou encore le fabricant automobile Microcar. En 1991, une exposition lui est consacrée à l'orangerie du parc de Bagatelle.
Primrose Bordier meurt à Paris en 1995,. Elle est inhumée au cimetière du Montparnasse, aux côtés de son mari.
Peu avant sa mort, elle a légué sa société à deux de ses plus proches collaboratrices, Catherine Braghetti et Patricia de Charsonville. Ces dernières poursuivent son travail jusqu’en septembre 2014, date à laquelle elles passent la main et transmettent leur clientèle à Christine Gloaguen, qui perpétue l'activité de conseil et de style sous l'enseigne A Point Un.